# Grafschaft Ruchesloh
Koordinaten: 50° 45′ N, 8° 42′ O

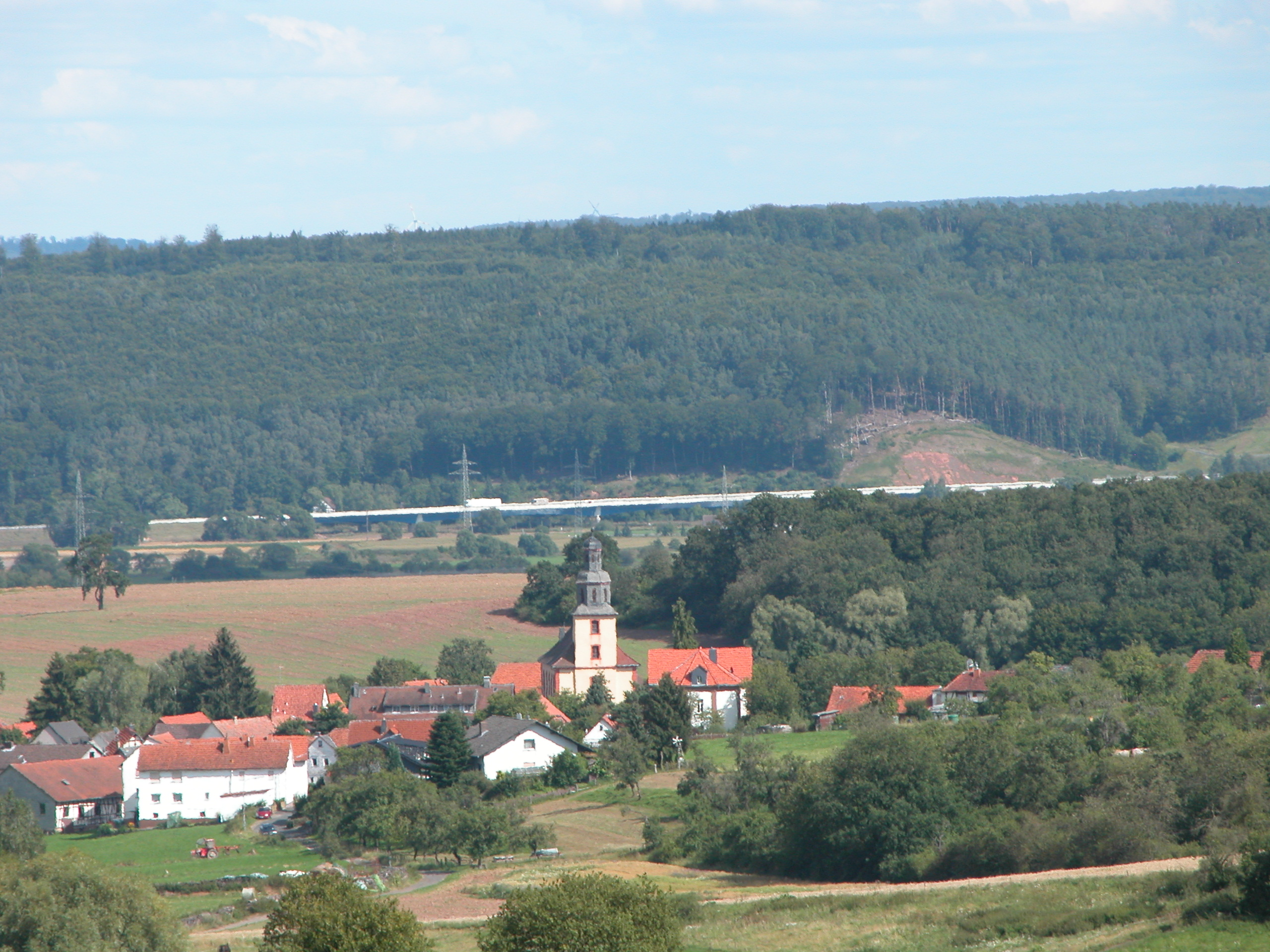
Die bewaldete Anhöhe rechts hinter der Kirche von Oberweimar (226 m) heißt Ruchesloh, der Flurname ist Retschloh (Ansicht von Westen)

Die Grafschaft Ruchesloh ging aus einer schon im 8. und 9. Jahrhundert als pagus lare (Gau Lohra) erwähnten fränkischen Gaugrafschaft in Mittelhessen hervor.  Mittelpunkt dieser Gaugrafschaft war vermutlich ein Flurstück namens Retschloh (d. h. Ruchesloh) bei Oberweimar sowie die dortige Martinskirche, wo auch die Niedere Gerichtsbarkeit ausgeübt wurde. Die Gaugrafschaft erstreckte sich bis ins Amöneburger Becken und an den Vogelsberg und scheint ungefähr den Raum der späteren Ohm-Lahn-Grafschaft eingenommen zu haben.
Die daraus entstandene Grafschaft Ruchesloh, die möglicherweise nur eine Untergrafschaft war, bestand laut zeitgenössischen Dokumenten aus Centen (Hundertschaftsbezirken) in den Gebieten um Amöneburg, Buseck, Ebsdorf, Gladenbach, Homberg an der Ohm, Kirchberg (Lahn), Kirtorf, Lohra, Londorf, Merlau und Reizberg.
Die Grafschaft befand sich im 11. Jahrhundert im Besitz des Grafengeschlechts der Werner, fiel nach deren Aussterben im Jahre 1121 teilweise an die Herren von Merenberg auf Burg Gleiberg und teilweise an die Bilsteiner, deren Anteil dann durch Erbfall an die thüringischen Ludowinger kam. Die Gleiberger verkauften ihre Rechte am 15. Dezember 1237 zum großen Teil an Erzbischof Siegfried III. von Mainz, womit ein langer Streit zwischen dem Erzstift und den Landgrafen von Hessen eingeleitet wurde. Die Gerichte Gladenbach, Lohra, Reizberg, Kirchberg, Treis an der Lumda und Londorf mit der Gerichtsstätte „Retschloh“ bei Oberweimar wurden ausdrücklich vom Verkauf ausgenommen; sie kamen später an die Landgrafschaft Hessen.